# Bullshit!
Bullshit! (corrispondente all'italiano stronzataǃ) è un programma televisivo della rete televisiva Showtime, trasmesso tra il 2003 e il 2010 negli Stati Uniti, in Canada, Australia e Gran Bretagna. La serie è condotta dai prestigiatori ed artisti Penn & Teller.
Lo scopo dello spettacolo è criticare, spesso coprendole di ridicolo, teorie non scientifiche o pseudoscientifiche quali il rapimento alieno, la medicina alternativa e le percezioni extrasensoriali attraverso il pensiero critico e lo scetticismo scientifico e suggerire che i promotori di queste teorie spesso hanno secondi fini, usualmente finanziari.
Alcuni dei loro spettacoli hanno come argomento attività politiche, criticando da un punto di vista libertario la guerra alla droga del governo statunitense e il controllo delle armi.
Il tipo di spettacolo è stato influenzato da illusionisti e scettici quali James Randi e Harry Houdini, entrambi famosi come debunker ovvero persone dedite a smascherare le affermazioni sul soprannaturale.
Lo spettacolo riflette il punto di vista scettico, ateo e libertario dei presentatori e ne eredita lo stile diretto e tutt'altro che diplomatico.